# Palinuro (Centola)
Pour les articles homonymes, voir Palinurus.
Palinuro est un hameau italien (frazione), le plus grand de la commune de Centola de la province de Salerne, en Campanie.

## Histoire
L'origine de son nom dérive du personnage de la mythologie romaine Palinure, pilote de la flotte d'Énée. 

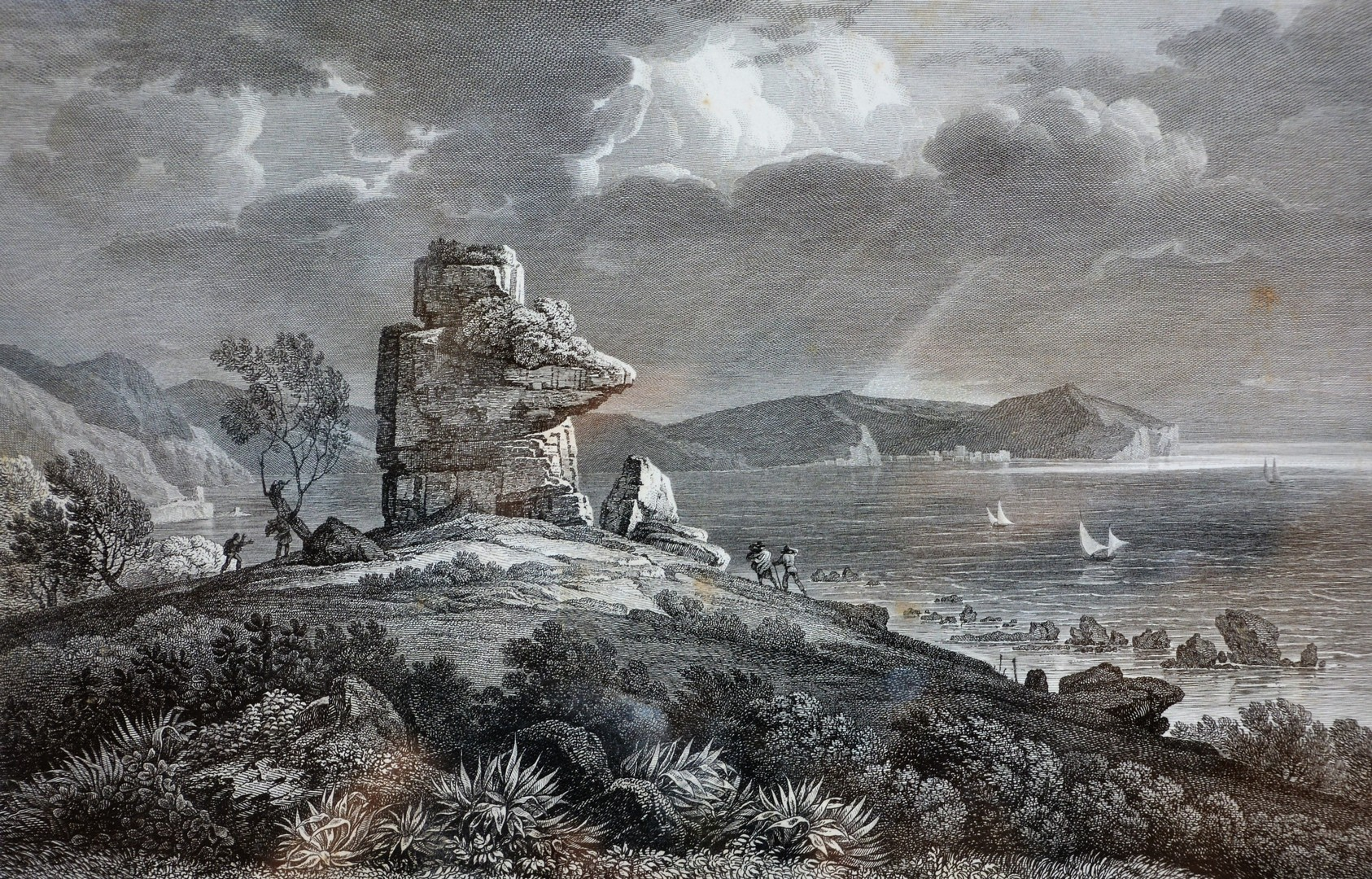
Le Cénotaphe de Palinuro par Wilhelm Gmelin, 1815

## Géographie
Non loin de l'embouchure des rivières Lambro et Mingardo (it), Palinuro est situé sur la petite péninsule homonyme : Capo Palinuro, célèbre pour la beauté de ses paysages et la présence de grottes sous-marines connues des plongeurs sous-marins.
Palinuro est situé à la croisée des routes 447, 447r, 562 et 562d, à 8 km (à l'ouest) de Marina di Camerota, 10,5 (est.) de Pisciotta, 5 (est) par Caprioli, 7 (sud) de Centola et 100 (sud) de Salerno.

## Tourisme
Palinuro est comprise dans le Parc National du Cilento et Vallo di Diano, avec son environnement naturel composé de garrigue, typique des pays méditerranéens. Il est réputé surtout pour le tourisme balnéaire, en raison de la qualité de ses eaux, ce qui la fait figurer au Pavillon Bleu chaque année depuis 2003.

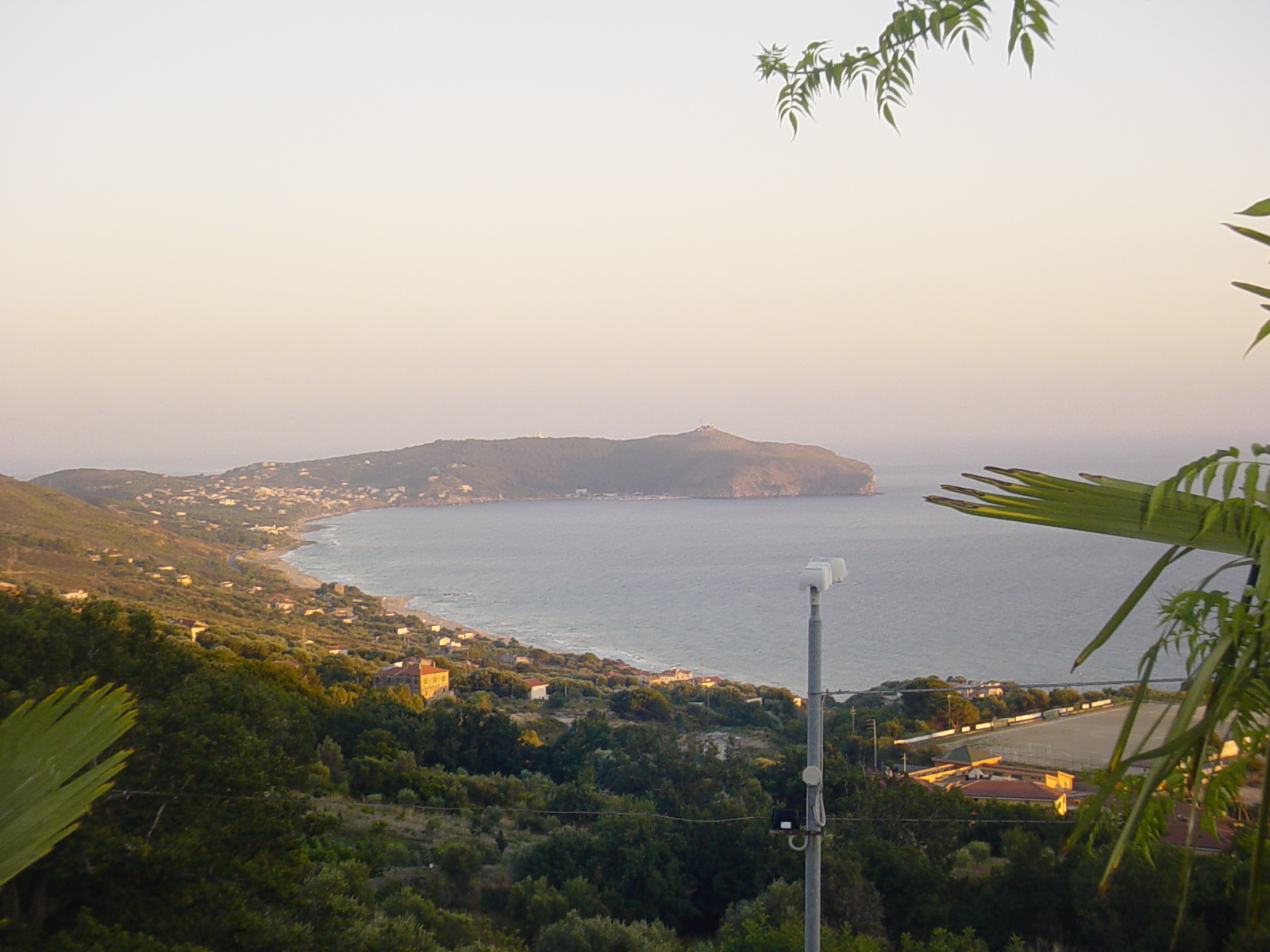
Le Cap de Palinuro vu depuis Caprioli

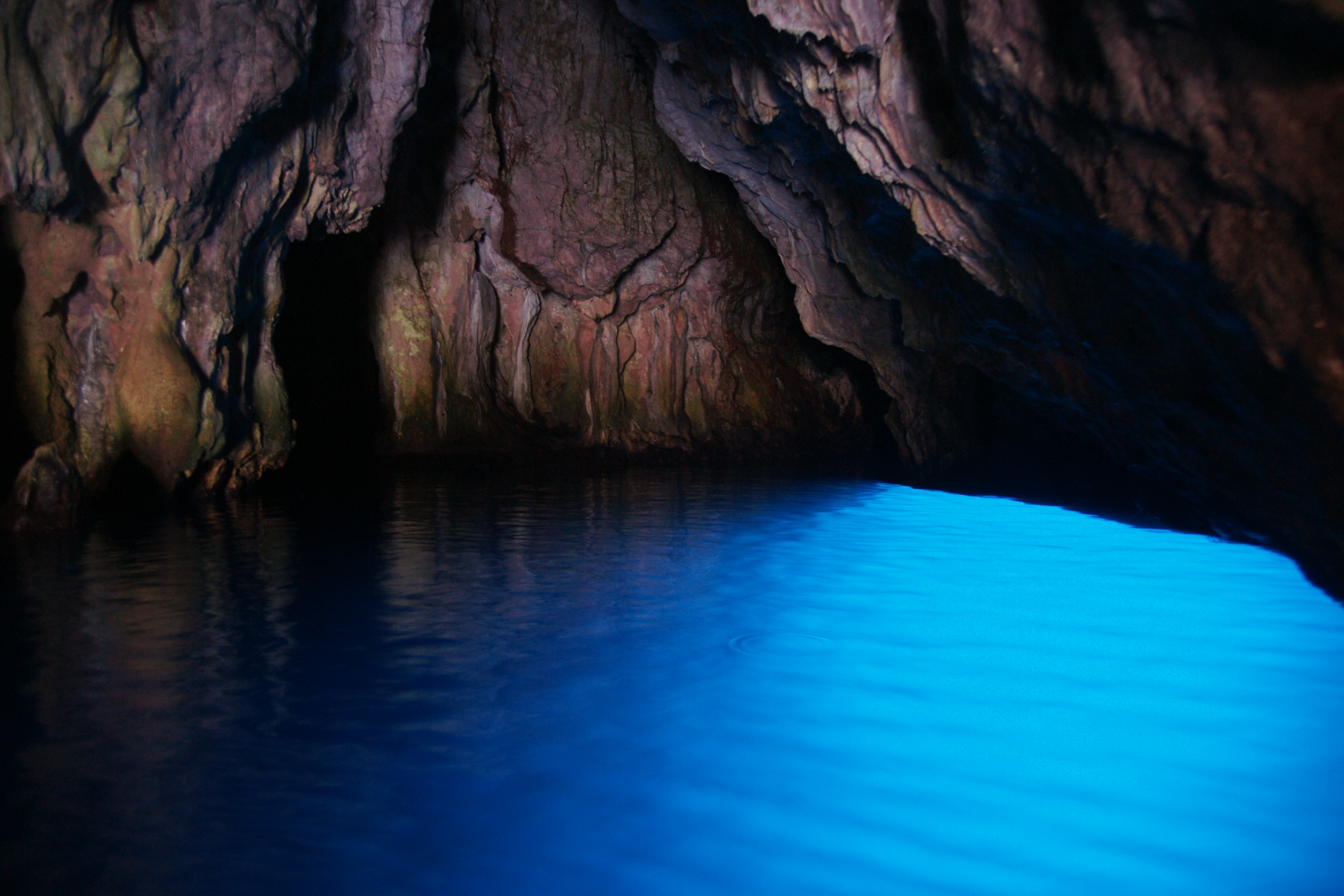
Grotta azzurra